# Radboud van Utrecht
De heilige Radboud (eigenlijk: Radbod) (nabij Namen, ca. 850 – Ootmarsum, 29 november 917) was bisschop van Utrecht van 899 tot 917. Zijn naamdagen zijn 29 november en 25 juni (de dag van zijn translatie).

## Leven
Radboud werd omstreeks het midden van de 9e eeuw geboren uit een aanzienlijke Frankische familie in de buurt van Namen. Zijn moeder was van Friese afkomst en een afstammelinge van de Friese koning Radboud (gestorven in 719). Radboud begon zijn studie onder hoede van zijn oom van moederskant Gunthar (Günther), aartsbisschop van Keulen van 850 tot aan zijn afzetting in 863. Na 863 zette Radboud zijn studie voort aan de hofschool van de West-Frankische koning Karel de Kale (843-877), wiens kapelaan hij werd. Na Karels dood trad hij vermoedelijk in als benedictijner monnik in het beroemde Sint-Martinusklooster van Tours. In 899 werd Radboud met toestemming van keizer Arnulf van Karinthië (887-899) tot bisschop van het bisdom Utrecht of het Sticht' gekozen. Omdat Utrecht door de Noormannen was verwoest, resideerde hij niet daar maar in Deventer in het Oversticht, waar een van zijn voorgangers neergestreken was.
Als bisschop was Radboud de belangrijkste vertegenwoordiger van het Oost-Frankische gezag in noordelijk Nederland. In 911 echter kwam het hertogdom Lotharingen, waarbinnen het bisdom Utrecht lag, aan het West-Frankische rijk. Radboud lijkt daarna te hebben geweifeld tussen trouw aan zijn oude koning of trouw en aansluiting bij de nieuwe vorst. Zijn oudste levensbeschrijving legt hem kritiek in de mond op de inschakeling van bisschoppen in het Oost-Frankische rijksbestuur, maar mogelijk komt deze kritiek eerder voor rekening van de auteur. Omstreeks 914/915 reisde hij naar Rome waar hij een verder onbekend conflict met graaf Meginhard van Hamaland voorlegde aan paus Johannes X (914-928); na Radboud en vertegenwoordigers van Meginhard te hebben gehoord, trof de paus een schikking.
Radboud trof voorbereidingen om de zetel in Utrecht weer in te nemen. Hij liet daartoe een lijst opstellen van alle bezittingen van het bisdom vóór de verdrijving door de Noormannen. Radboud stierf echter voordat deze plannen uitgevoerd konden worden. Volgens enkele bronnen werd hij meegenomen naar Deventer, waar hij werd bijgezet in het noordelijk deel van de Lebuïnuskerk, waarna zijn lichaam later mogelijk gedeeltelijk naar Utrecht werd overgebracht en zijn relikwieën in de 17e eeuw naar Emmerik. Andere bronnen, waaronder geschiedschrijver Johan Picardt, geven aan dat zijn ingewanden in het kerkje te Nijenstede zijn begraven. Zijn opvolger Balderik had hij zelf aangewezen. De verering van Radboud als heilige bleef in de Middeleeuwen beperkt tot het bisdom Utrecht.

## Geschriften
Aan Radboud wordt een aantal kleinere geschriften toegeschreven; aan zijn auteurschap bestaat in enkele gevallen twijfel. De meeste geschriften zijn heiligenlevens, sommige in proza, andere in verzen. Hij beschreef het leven van de Angelsaksische missionarissen Bonifatius (in proza), Suitbertus en Lebuïnus (beiden in een preek en in verzen), evenals de heilige Amalberga en bisschop Servatius van Maastricht.
Aan Martinus van Tours (patroon van het klooster in Tours én van Utrecht) wijdde hij verscheidene dichtwerkjes. Zijn gedicht De hirundine (Over de zwaluw) is het enige onder de bewaard gebleven gedichten dat niet over een religieus onderwerp gaat. Het is mogelijk al in Radbouds schooltijd ontstaan en is mogelijk het oudste gedicht van Nederland. Het leven van Radboud zelf kennen we, naast kronieken, oorkonden en zijn eigen geschriften, uit een heiligenleven, de Vita Radbodi, die volgens recente studies tussen 962 en 975 moet zijn geschreven, vermoedelijk door een Utrechtse kanunnik. Volgens dit heiligenleven zou Radboud ook kerkelijke gezangen hebben gecomponeerd. Deze zijn niet bewaard gebleven. Er wordt ook in vermeld dat Radbod van de Friese koning Radbod afstamde.

## Patroonheilige
In Nederland is Radboud de patroon van de katholieke wetenschapsbeoefening. In 1905 werd de Sint-Radboudstichting opgericht met als doel de bevordering van het katholiek hoger onderwijs in Nederland en in het bijzonder de oprichting van een katholieke universiteit. In 1923 werd de Katholieke Universiteit Nijmegen geopend, in 1956 het bijbehorende Sint-Radboudziekenhuis (nu Radboudumc). Op 1 september 2004 heeft de universiteit de naam Radboud Universiteit aangenomen.